# Eduardo del Río

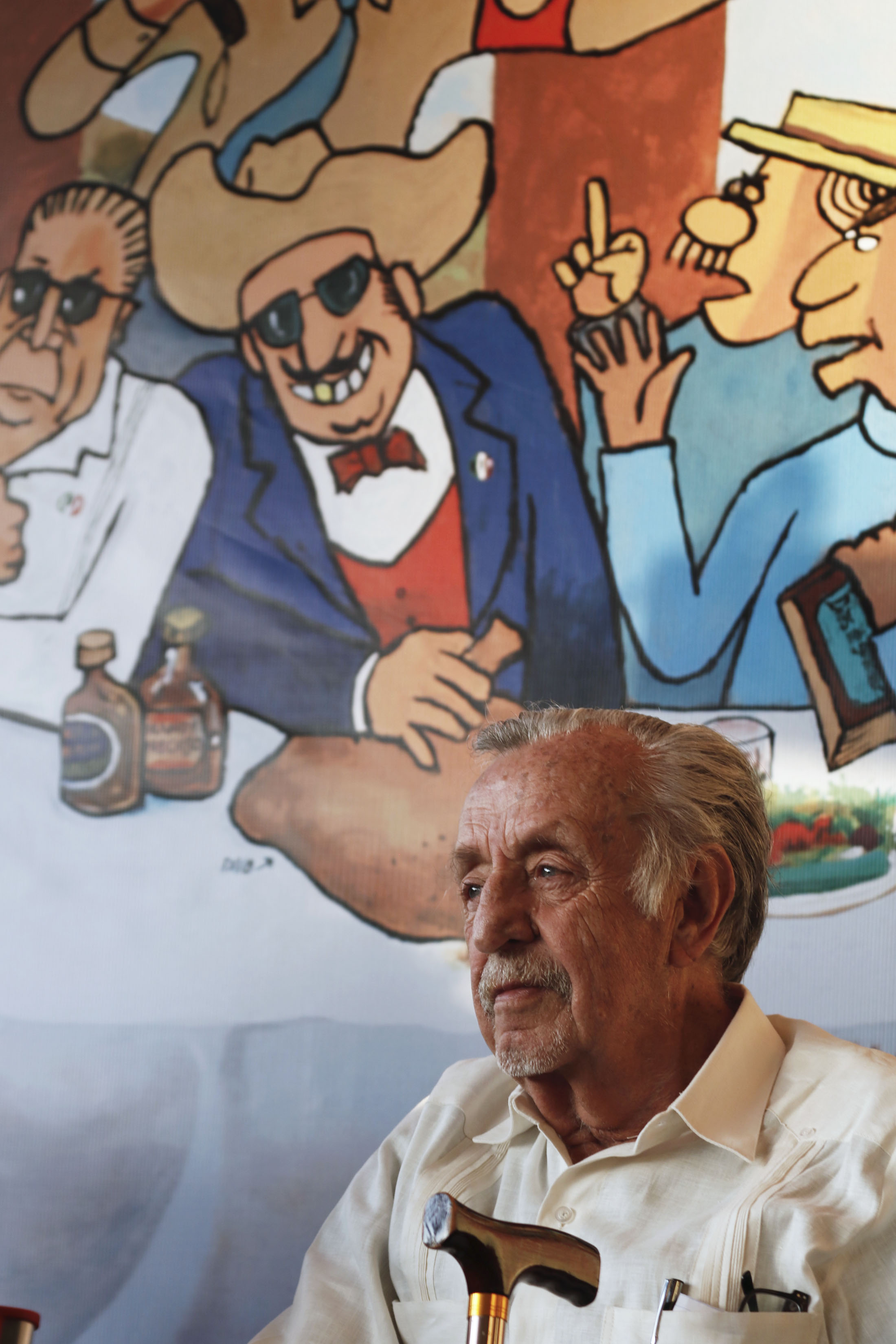
Eduardo del Río nel 2016.

Eduardo del Río García, noto con lo pseudonimo Rius (Zamora de Hidalgo, 20 giugno 1934 – Cuernavaca, 8 agosto 2017), è stato un disegnatore e scrittore messicano.

## Biografia
Studia in seminario e poi, autodidatta, pubblica le sue prime caricature nel 1955 sulla rivista Ja-Já e poi su tutte le principali riviste messicane, sia di destra che di sinistra. El Universal, Ovaciones, La Prensa o La Jornada. Ha creado revistas de humor político y blanco: La Gallina, Marca Diablo, El Chahuistle y El Chamuco. Pressato poi dagli interventi governativi sui suoi editori, decide, per riacquistare la libertà di esprimersi, di fondare una sua rivista: Los Agachados.
Durante la guerra fredda fa una scelta politica decisamente di sinistra.
La sua opera Marx para Principantes è stata tradotta in italiano dalle Edizioni Ottaviano con il titolo Conoscete Carlo Marx.

## Riconoscimenti
- Targa UNICEF per il fumetto al Salone Internazionale dei Comics (1976)

## Opere
- Filosofía para Principiantes (Desde Platón hasta hace rato) (Filosofia per i principianti, da Platone ad oggi)
- La Panza es Primero (La pancia è prioritaria: sull'alimentazione in Messico)
- Marx para Principantes (Marx per i principianti)
- Puré de Papas (Purea di Papi, sulla storia dei capi della Chiesa cattolica)
- 500 Años Fregados Pero Cristianos (500 anni canaglie ma cristiani)
- ABC Che (su Che Guevara)
- Kama Nostra
- Cuba para principiantes (Cuba per i principianti)
- La Biblia: esa linda tontería (La Bibbia: questa bella tonteria)
- La deuda externa y como no pagarla (Il debito estero e come non pagarlo)
- Manual del Perfecto Ateo (Manuale del perfetto Ateo)
- Mis super machos (Mes super mâles)
- La Iglesia y Otros Cuentos (L'Église et autres contes)
- Lástima de Cuba (Pitoyable Cuba)
- Los Panuchos (Les petits pains, histoire du Partido Acción Nacional)
- Machismo, Feminismo y Homosexualismo
- Pequeño Rius Ilustrado
- Rius para Principiantes
- Herejes, Ateos y Malpensados (vol. I y II) (Hérétiques, athées et malpensants)
- Como dejar de comer (mal) (Comment arrêter de (mal) manger)
- La Mamá del Quijote (La Maman du Quichote)
- Cristo de Carne y Hueso (Christ de chair et d'os)
- Jesús Alias el Cristo (Jésus alis le Christ)
- Diccionario de la Estupidez Humana (Dictionnaire de la bêtise humaine)
- El Supermercado de las Sectas (Le supermarché des sectes)
- Trukulenta historia del capitalismo
- Votas y te vas